# Burigisee
Der Burigisee ist ein abflussloser See in der Region Kagera in Tansania. Er wurde ursprünglich Lueor-lo-Urigi genannt, was „weißer See von Urigi“ bedeutet. Der See hat eine Länge von 27 Kilometer, ist bis zu 4 Kilometer breit, jedoch nur 8 Meter tief. Der pH-Wert des Wassers liegt zwischen 8,3 und 8,5.

## Lage
Der Burigisee liegt in den drei Distrikten Biharamulo, Karagwe und Muleba der Region Kagera in einer Seehöhe von 1213 Metern. Gespeist wird der See von kleinen Zuflüssen aus seiner unmittelbaren Umgebung und von Flüssen im Süden. Der größte von diesen ist der 108 Kilometer lange Ruiza. Der Burigi-Chato-Nationalpark umfasst den See und weite Teile des umliegenden Landes.

## Flora und Fauna
Im See liegen mehrere Inseln, das Ufer ist stark gegliedert und sumpfig. Hier leben Ellipsen-Wasserböcke (Kobus ellipsiprymnus) und Flusspferde.
In einer Studie, die einen Streifen von drei bis fünf Kilometer um den See untersuchte, wurden 102 Pflanzenarten dokumentiert. Darunter waren die sechs seltenen Arten Knobwood-Baum (Zanthoxylum usambarense), die großblättrige gemeine Gardenie (Gardenia ternifolia), Faidherbia albida, Harrisonia abyssinica, Annona senegalensis und Pappee capensis.